# Aerolínea de Antioquia
Aerolínea de Antioquia (viết tắt là ADA) (mã IATA = 1DA, mã ICAO = ANQ) là hãng hàng không của Colombia, trụ sở ở Medellín, Colombia. Căn cứ chính của hãng ở Sân bay Olaya Herrera, Medellín.

## Lịch sử
Aerolínea de Antioquia được thành lập và bắt đầu hoạt động từ năm 1987. Hãng có các tuyến đường quốc nội từ Medellín tới trên 20 thành phố.

## Các nơi đến
- Acandí
- Apartadó
- Armenia
- Bahía Solano
- Barranquilla
- Bucaramanga
- Capurganá
- Cartagena
- Caucasia
- Condoto
- Corozal
- Cúcuta
- Doradal
- El Bagre
- Manizales
- Montería
- Necoclí
- Nuquí
- Remedios-Otu-
- Pereira
- Quibdó
- San Pedro de Urabá
- Turbo
- Valledupar

## Đội máy bay
(Tháng 3/2007):
- 5 BAe Jetstream 32
- 3 De Havilland Canada DHC-6 Twin Otter Series 300

## Liên ke1ê ngoài
- Aerolínea de Antioquia Lưu trữ ngày 6 tháng 5 năm 2017 tại Wayback Machine
- Các hình của Aerolíinea de Antioquia ở MyAviation.net Lưu trữ ngày 15 tháng 7 năm 2010 tại Wayback Machine